# Almenno San Salvatore
Almenno San Salvatore är en ort och kommun i provinsen Bergamo i regionen Lombardiet i Italien. Kommunen hade 5 674 invånare (2018).